# Vetró András
Vetró András (Temesvár, 1948. október 14. –) erdélyi magyar szobrász, Vetró Artúr fia, Vetró Bodoni Zsuzsa férje.

## Életpályája
A középiskolát a kolozsvári Brassai Sámuel Líceumban végezte 1966-ban.
A kolozsvári Ion Andreescu Képzőművészeti Főiskola szobrászati szakán szerzett diplomát, 1973-ban. Azóta Kézdivásárhelyen él és alkot; rajzot és mintázást tanít a Nagy Mózes Líceum képzőművészeti osztályaiban. Pályája kezdetétől érdeklődéssel fordult a történelmi és kultúrtörténeti témák felé. Körplasztikái és domborművei fában, kőben, patinázott gipszben és fémben (gyakran alumíniumban) készülnek. 1973-tól romániai és külföldi (Franciaország, Svájc) kiállítások résztvevője. Számos emlékplakettet és köztéren fölállított mellszobrot és domborművet készített.
A Képzőművészeti Szövetség sepsiszentgyörgyi fiókjának tagja, az újraalakult Barabás Miklós Céh tagja.

## Emlékplakettjei
- Bálint Gábor (1996)
- Jókai Mór (1996)
- Széchenyi István (1997)
- Petőfi Sándor (1998)
- Jakabos Ödön (2017)
- Wesselényi Miklós (2022)

## Köztéri szobrai
- Turóczy Mózes (bronz, Kézdivásárhely, 1993)
- Mikes Kelemen-szobor (Sepsiszentgyörgyön a Székely Mikó Kollégium előtt, 1993)
- Bod Péter (Kézdivásárhely 1996)
- Cserei Jánosné Zathureczky Emília (dombormű, Imecsfalva, Cserei-kúria, 1997)
- Bem József-mellszobor (Kézdivásárhely 1999)
- Szökőkút (Kézdivásárhely, a Székely Mózes Gimnázium udvarán)
- Kossuth Lajos, Kézdivásárhely, 2003
- Bethlen Gábor-mellszobor, Aranyosegerbegy, 2017 [3]
- I. (Szent) István-mellszobor, Kolozsvár 2018 [4]

## Egyéni kiállításai
- 1979 – Kézdivásárhely
- 1982 – Bukarest
- 1983 – Udvarhely
- 1984 – Kolozsvár
- 1985 – Brassó
- 1985 – Kézdivásárhely
- 1989 – Kézdivásárhely
- 1992 – Kolozsvár
- 1993 – Kovászna
- 1995 – Bourg en Bresse, Franciaország
- 1995 – Csíkszereda
- 1997 – Brassó
- 1998 – Kézdivásárhely
- 1999 – Sepsiszentgyörgy
- 1999 – Yvonand, Svájc

## Díjai, kitüntetései
- 2017 Gubcsi Lajos Ex Libris díj [5]
- 2019 Pro Urbe díj [6]

## Képgaléria

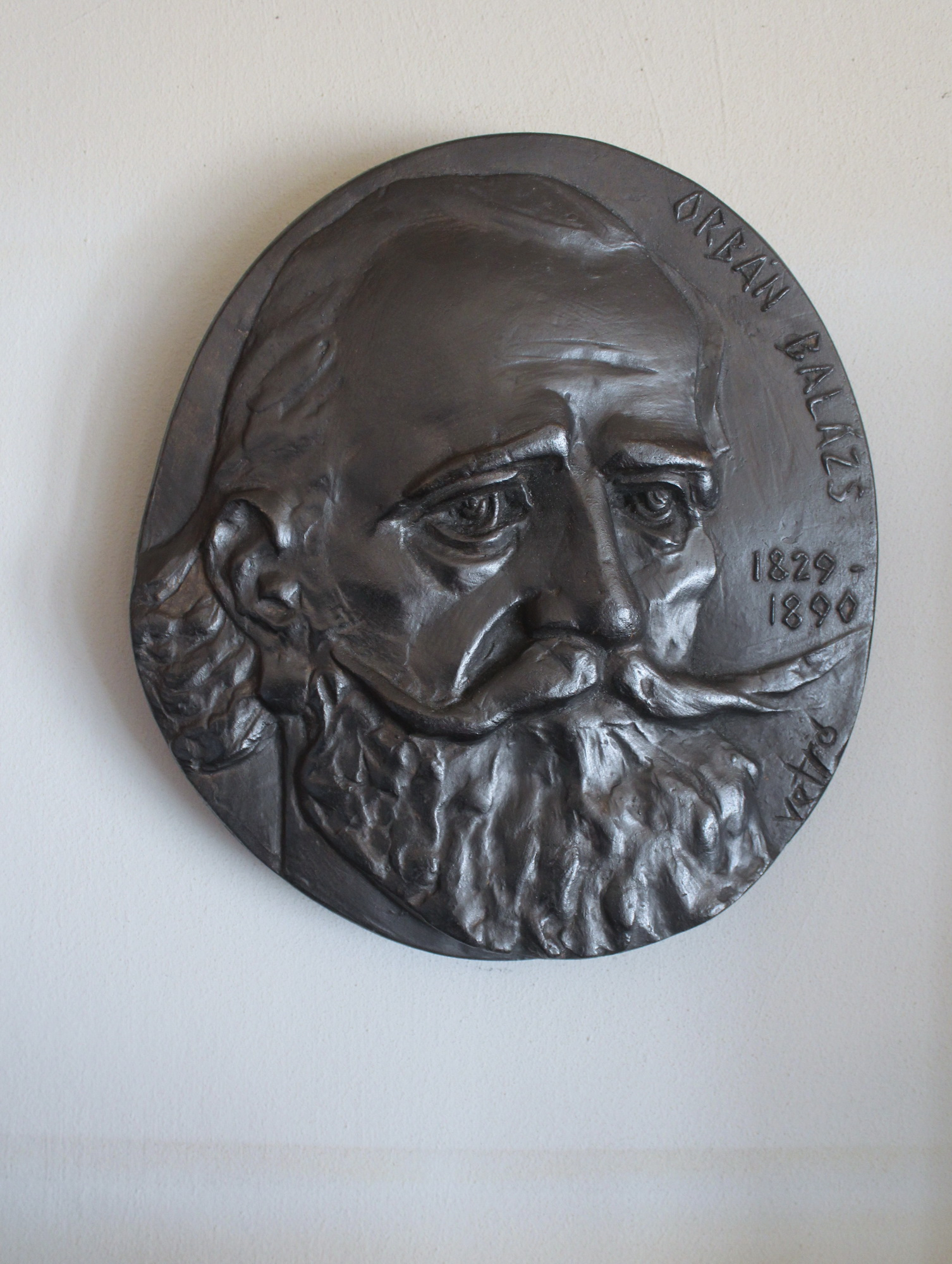
Orbán Balázs
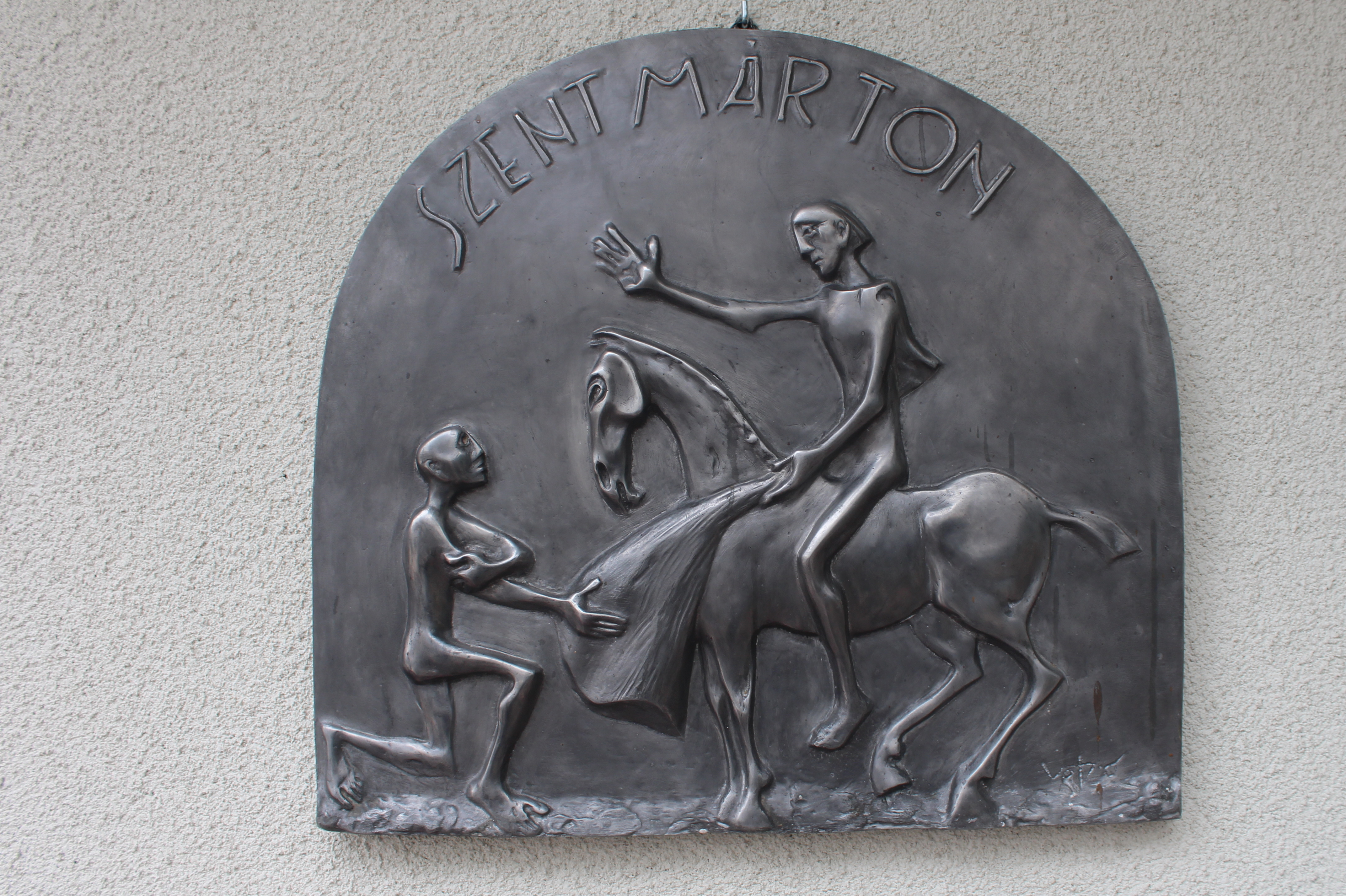
Szent Márton
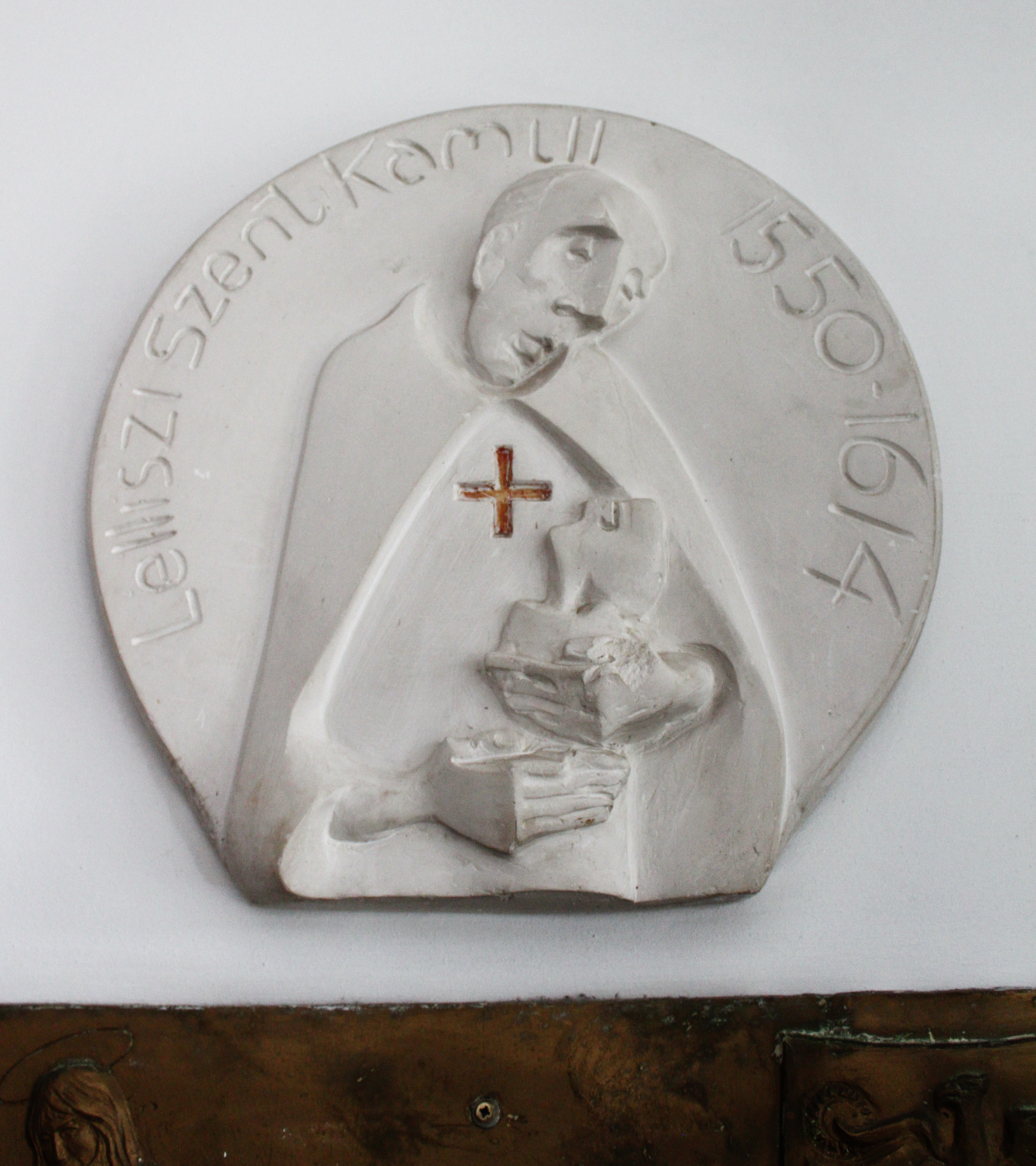
Lellisi Szent Kamill
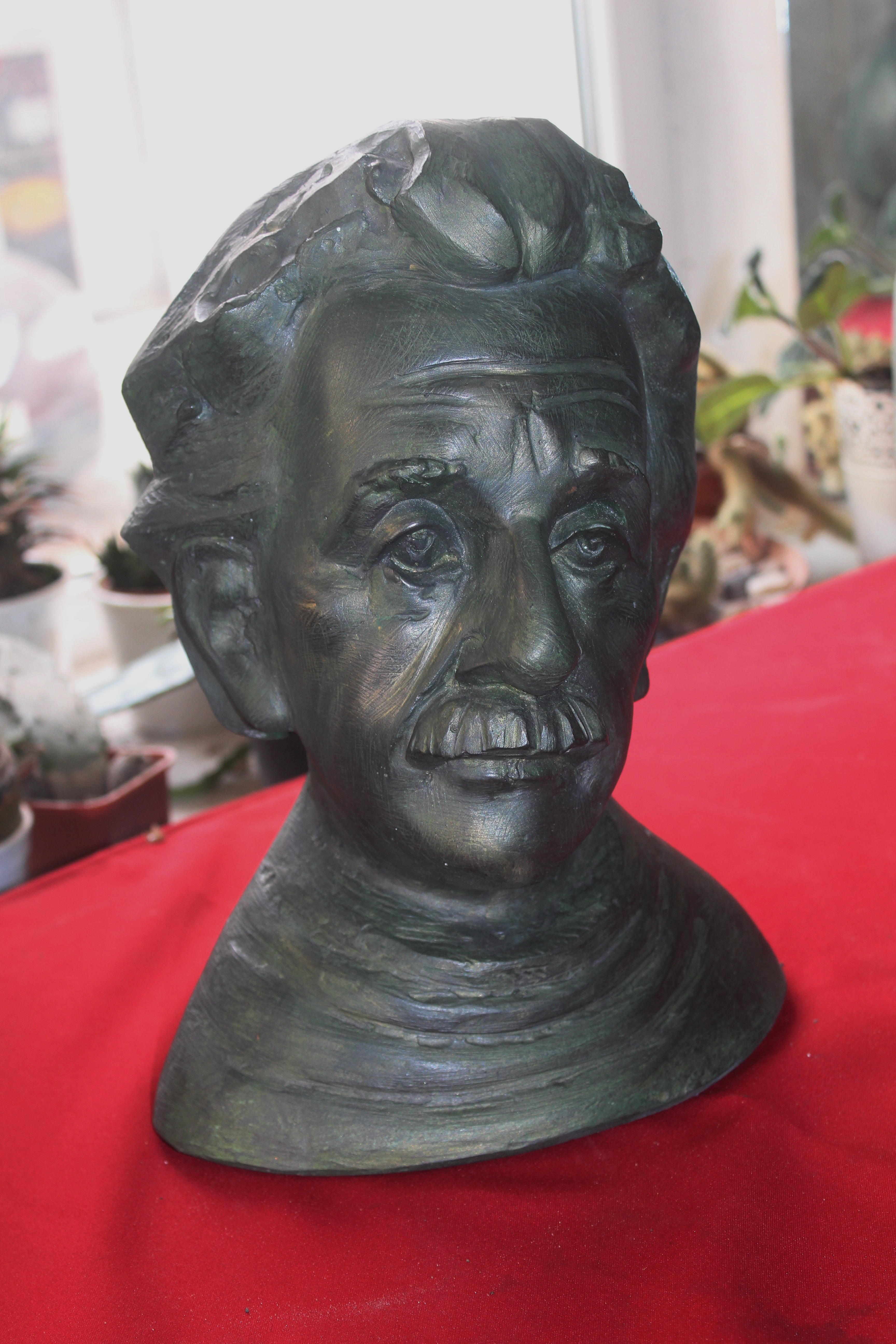
Albert Einstein
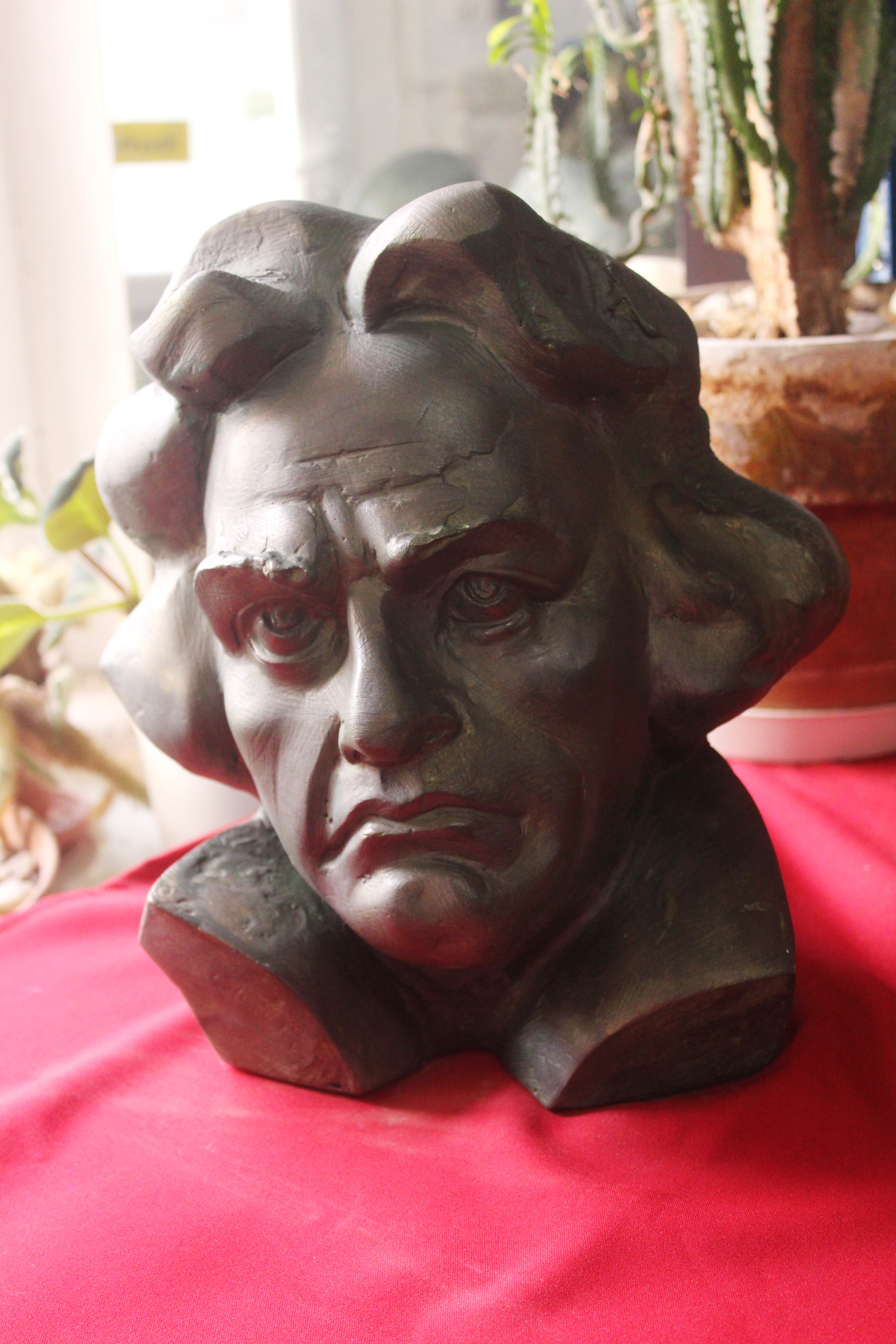
Ludwig van Beethoven